# Bjäresjömästaren

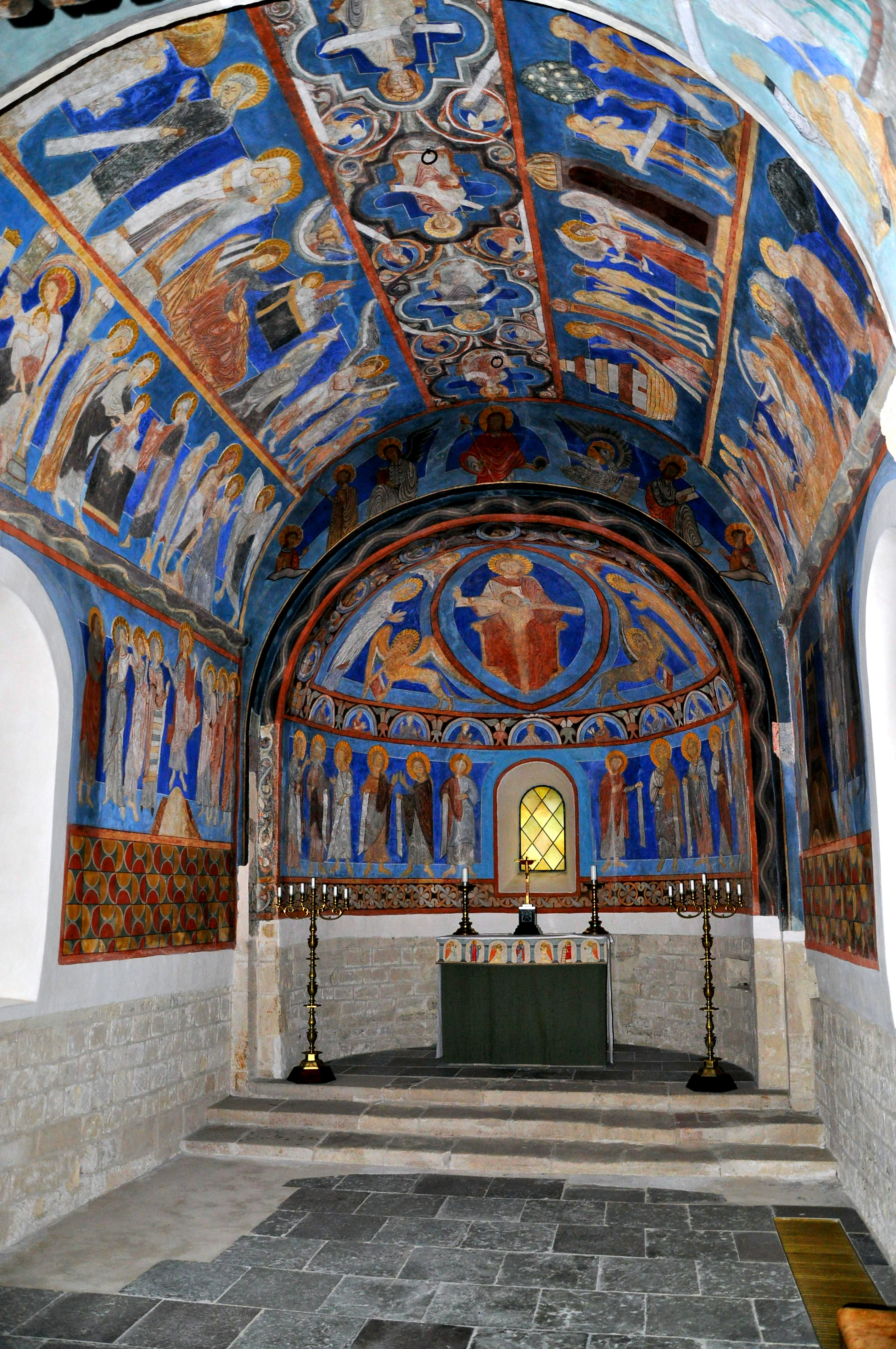
Absiden i Bjäresjö kyrka

Bjäresjömästaren, eller Bjäresjögruppen, var en anonym skånsk kalkmålare som var verksam under början av 1200-talet. Han har fått sitt namn från Bjäresjö kyrka där han har utfört kalkmålningar i koret och absiden. Det är möjligt att han utförde kalkmålningar även i Östra Ingelstads kyrka, och det finns fragment kvar av hans utsmyckningar i Sireköpinge kyrka.

## Kyrkor smyckade av Bjäresjömästaren
- Bjäresjö kyrka
- Östra Ingelstads kyrka
- Sireköpinge kyrka